# 再捜査刑事・片岡悠介
『再捜査刑事・片岡悠介』（さいそうさけいじ かたおかゆうすけ）は、2010年から2018年までテレビ朝日系で放送された刑事ドラマシリーズ。全11回。主演は寺島進。
第8作までは（「土曜プライム」の一企画扱いに降格前の）「土曜ワイド劇場」にて、第9作は「土曜プライム・土曜ワイド劇場」にて、第10作は「日曜ワイド」にて、第11作は「日曜プライム短縮版・ドラマスペシャル」にて、それぞれ放送された。
寺島進は本シリーズが「土曜ワイド劇場」での初主演となる。

## 登場人物

### 警視庁再捜査班
片岡悠介
演 - 寺島進
経歴：警視庁捜査一課・第二特殊班（第1作・第2作）
→ 警視庁特命捜査対策室（第3作 - ）
本作の主人公。未解決事件の継続捜査を行う刑事。礼儀知らずで横柄だが人情家であり、基本的には女子供には優しい。しかし、美人に弱く、さらに「自分にモテ期が来た」と勘違いして舞い上がり、周囲を呆れさせることも。だが事件そのものに関しては誰よりも真剣に取り組んでおり、「犯人逮捕を願う被害者の家族の思いを一日でも早く成就させる」ために事件解決に奔走する。人呼んで「再捜査の鬼」。バツイチで母と二人暮らしをしており、教育に厳しい母には頭が上がらず敬語で接している。下戸でヘビースモーカー。詰め将棋が趣味で奥村とはよく対局しているが負けそうになると将棋盤をひっくり返す。しかし警視庁将棋大会で決勝戦まで上り詰めており、片岡が弱いというよりは奥村が強いだけの模様。第2作までは警視庁捜査一課・第二特殊班にいたが、第3作で再捜査専門の特命捜査対策室に異動となった。なお、実家はすっかり再捜査班の溜まり場と化している。
高校生の頃は手塚と共に剣道部に入っており、1作目では不良学生3人組を容易くあしらう腕っぷしの強さを見せた。しかし以降の作品では殺陣はなく、体力も奥村より低い（長距離を歩くと音を上げる）。4作目はとりわけ片岡のシリアス要素が強く、ほぼ全編に渡って「刑事らしく」礼節を守って行動していた。しかしシリーズが長期化するにつれてコメディリリーフを担うことが多くなっていった。
言動に反して高い推理力と洞察力の持ち主。
一二三の好意には気づいている節があり、「オレの一二三」「お前に惚れてんだよ」など口説き文句で彼女を篭絡して協力させることが多い。元妻に対しても脈ありとあれば再婚話をするつもりだったりと、美人にはだらしない（脈ありというのは片岡の勘違いで結局フラれるのだが）。
浅野直樹
演 - 金子貴俊
経歴：西青梅警察署（第1作・第2作）
→ あきる野警察署（第3作・第4作）
→ 青梅東警察署（第5作）
→ 警視庁特命捜査対策室（第6作 - ）
第1作では手塚新署長により結成された再捜査班に入り、助っ人に来た片岡と共に事件を解決した。片岡の相棒的な役回りを演じたが、第2作以降はこの役割は奥村が務めている。
第2作までは西青梅署・捜査課にいたが第3作であきる野署の捜査課に転勤となった。第5作では青梅東署の捜査課にいた。署を転々とする形で助っ人に来た片岡・奥村と組んで再捜査に当たっていたが、第6作で警視庁特命捜査対策室に異動となった。その際に住む場所がないことから片岡家に居候させてもらうことに。以後は片岡家の使用人的なポジションとなった（それまでは片岡が家事を担っていた）。
再捜査班の中では最も立場が低いためよく雑用をさせられては愚痴っている。姉川が登場してからは事件の内容をまとめ、整理する役も押しつけられるようになった。片岡を始めに再捜査班の面々から平手打ちなど折檻を受けることが多い。また結婚詐欺に遭うなど悲惨な目にも遭っている。片岡と同様に美人に弱い。
周囲の台詞や状況に流されやすく、的外れな推理をしては片岡に厳しいツッコミを受けたり奥村や姉川に呆れられたりしている。しかし誰もが「どうでもいい」と見落としていた事柄に注目し、そこから閃きを得て事件解決に導くことも少なくない。
第1作ではお調子者で口数が多く、一人称が「俺」だったが第2作からは「僕」に変化し、性格や扱いも上述のものになった。また後輩である奥村に対しては敬語は使わなかったが、後に終始敬語のキャラクターとなった。
奥村澪
演 - 原沙知絵（第2作 - ）（少女期：涼香〈第2作〉）
経歴：西青梅警察署（第2作）
→ 警視庁特命捜査対策室（第3作 - ）
片岡の後輩刑事で相棒的存在。片岡とは趣味の将棋のライバル。第2作では西青梅署捜査課の新人刑事として登場し、自ら署長に頼み込んで父が遣り残した迷宮入り事件の再捜査を請う。その際に片岡と組むが、彼が将棋大会で奥村と対局中、駒をひっくり返して逃げたことから軽蔑しており、当初は互いに険悪だった。しかし片岡の人間性を知ることで見直していき、互いに信頼関係を築き上げながら事件を解決した。第3作で片岡と同じく警視庁特命捜査対策室に異動となり、彼の部下となった。
一見するとクールなように見えるが、実際は気が強く行動的。美人と褒められても気を悪くするタイプ。一方でミーハーなところがありナイスガイには弱い。しかし仕事は仕事と割り切って動くタイプ。第3作目では再会した片岡にいきなり抱きついて喜びを表現したり、警視庁の刑事になったことで浅野に勝ち誇るなど少女らしい面が見られた。登場当初は片岡から「注意力散漫」とコキ下ろされていたが、すぐに片岡に引けを取らない推理力を発揮するようになった。以降のシリーズでも片岡が気づかなかった事柄にピンと来て推理をすることが多い。
片岡に対する恋愛感情は余り描写されておらず、（モテ期が到来したと）調子に乗った片岡から「お前、オレに惚れてんだろ？」と言われた時は苦笑しながら「キモい！」と言い放った。別のシチュエーションで同じような台詞を言われた際は「父親くらいの年齢ですよ」と返しており、片岡のことは異性というよりは「父親のような存在」として見ている。
姉川恵津子
演 - あめくみちこ（第7作 - ）
新任の警視庁特命捜査班長。高校生の娘がいる（11作）。“定時退勤”をモットーとしており、普段は警察の業務が乱れる捜査活動を嫌い、「事件を担当した刑事たちのプライドを傷つける」ことから再捜査に関しては否定的。しかし、ひとたび事件が動くと徹底追及に動き回る。特に「再捜査の必要あり」と判断した時の行動力はすさまじく、これには片岡もたびたび驚かされている。姉川が再捜査を認めないため、片岡たちが独断で捜査を始めたことで事件性が判明し、姉川も乗り気になるというのが定番。ただし11作目では依頼人たちの過去に涙を流して同情し、再捜査を引き受けている。
一方で片岡の捜査方法には否定的で苦言を呈するなど、やや事なかれ主義的な言動が目立つ面もあるが、身勝手な言い訳を繰り返す犯人には毅然とした態度を取るなど、本質的には強い正義感を持ち合わせている。登場当初は再捜査に否定的な面が目立っていたため片岡とは不仲だったが、正義感の強い人物だと判明してからは見直され、たまに「姉（あね）さん」と呼ばれるようになった。
浅野からは「実は片岡と似た者同士」と言われるくらい気が強く行動的。よく捜査一課から事件解決に必要な証拠品などを借りてきては「快く貸してくれた」と笑顔で説明する。実は本田のネクタイを掴んで脅しつけるなど暴力的な手段で貸し出させていたのが真相。片岡には気づかれており、奥村や浅野も知るところとなった。
奥村や浅野と同じく片岡家をたまり場にしており、片岡美知恵とも関係は良好。
コメディパートでは本田のネクタイを掴んで脅し、無理やり再捜査に協力させているので彼から「本気で苦手な人」と思われてしまっている。

### 警視庁
本田勇蔵
演 - 不破万作
警視庁捜査一課・第二特殊班の刑事。片岡や榎本の上司。階級は不明だが、捜査会議の場では管理官らの隣に座っている。片岡とは駄菓子屋でお菓子を食べながら事件について語るのが恒例となっている。榎本の尻にしかれる苦労人であり、姉川が登場してからは彼女に脅されて無理やり再捜査班に協力させられている。当初は片岡から敬語を使われていたが、11作目から使われなくなった。
榎本香織
演 - 南果歩（第1作 - 第6作）
警視庁捜査一課の警部補（第1作）。美知恵の教え子。片岡とは遠慮なく意見をぶつけ合う仲だが不仲というほどではない。しかし、片岡が再捜査班に配属され、一課の事件に首を突っ込むようになると対立することが多くなった。だが事件解決のためには手を組む柔軟性も持ち合わせている。第5作で昇進、第6作にて栄転する。これを最後に登場しなくなった。
館山俊作
演 - 國本鍾建（第7作 - 第10作）
警視庁捜査一課の刑事。本田の部下。大柄で怒りっぽい性格。再捜査班のことをまったく快く思っておらず、特に片岡に対しては常にケンカ腰で接する。殺害現場に来た片岡に対しても絡んだので「時間の無駄だ」と言い捨てられたこともある。また容疑者が女性であろうと怒鳴り声をあげて取り調べをするため、本田や女性刑事によく諫められている。キャラクターとしては「怖い刑事さん」を地で行く人物。
矢杉利也
演 - 戸井勝海（第5作 - 第10作）
西銀座署の刑事（第5作）。
手塚高志
演 - 杉本哲太（第1作 - 第4作）
経歴：西青梅警察署署長（第1作・第2作）
→ 警視庁捜査一課管理官（第3作・第4作）
西青梅警察署の新署長。片岡悠介の高校時代の同級生で部活も同じ剣道部だった。ただし片岡には「署長」として接されているため敬語を使われている。しかし、後に二人だけで話す時は片岡も友人として接する（それでも「手塚」ではなく「管理官」と呼ぶようにしている）。
第1作では時効の迫った事件の早期解決を重視し、片岡の捜査方針に反論して言い争うなど「聞き分けの悪い上司」の面が見られたが、第2作からは温和なキャラクターへと変化した。奥村から迷宮入りの事件の再捜査に参加させてほしいというメール攻撃を受け、苦笑しながらも参加を認めている。彼のこの判断が片岡と奥村を引き合わせることとなった。また被害者遺族に対し、捜査の不備を自ら詫びに通っていたことで有力な情報を聞き出すことができた。
第2作までは西青梅署の署長だったが、第3作で警視庁捜査一課の管理官となった。4作目を最後に登場しなくなる。
第1作では、片岡から剣道部時代の手塚は「警戒しすぎて守りに徹し、攻め込まれてしまう」と評された。これは捜査方針にもきっちり現れていた。自分が警視庁に戻る際は片岡も引き抜く旨を話したが、片岡には今の方が性に合っていると断られている。その言葉通り後に管理官となっている。

### 警視庁科学捜査研究所
一二三祐希
演 - 吉田羊（第3作 - ）
女性研究員。33歳。最新鋭の科学技術で捜査をサポートする。例に漏れず気の強い性格であり、時々男言葉になる。片岡から依頼を持ち込まれることが多く、他にも仕事があるようであまりいい顔はしない（ただし別の課からの依頼に対しても愚痴を言う）。しかし片岡から口説き文句を聴くと上機嫌になり、まんざらでもない様子である。彼女の検証・検査は事件解決の重要な足掛かりとなるため物語には欠かせない存在。一二三自身の洞察力もかなりのもの。
初登場時は敬語を使っていたがすぐに使わなくなった。奥村のことは「澪ちゃん」と呼び、仲がよかったり悪かったりする。

### 再捜査班の親族
片岡美知恵
演 - 吉行和子
片岡悠介の母。元中学校の美術教師。温厚だが教育に厳しく、息子も彼女には頭が上がらない。しかし、息子や教え子たちには今でも大切に思われている。今でも亡き夫を愛している。家が再捜査班の溜まり場になっていても嫌な顔一つせず、奥村や姉川との談笑を楽しんでいる。また浅野が居候を頼み込んだ時は、「今時珍しい、礼儀正しいイケメン」ということで快く受け入れた。彼女の何気ない一言が事件の謎を解くカギになることも多い。
奥村正
演 - 重松収（第2作）
奥村澪の父。15年前の殺人事件の捜査を担当した刑事。しかし、上からの圧力がかかったことで容疑者への嫌疑を握り潰されそうになったため、単独で捜査していた。その際に無理が祟って持病の心臓病が悪化し、雨の日に傘を届けに行った娘の目の前で倒れて亡くなる。死ぬ直前「18」という言葉を遺す。15年の時を得て片岡と組んだ娘によって事件は解決。最後は娘の手によって真犯人は逮捕された。
田所智子
演 - 床嶋佳子（第9作）
11年と3か月前に離婚した片岡悠介の元妻。浜名湖ロイヤルホテル営業部副部長代理。離婚理由は「ありがとう」の一つも言えない片岡の性格にあった様子。片岡は脈ありとみて再婚話をするつもりだったが、彼女の方はすでに再婚まで考えている恋人がいるというオチだった。ストーリーの序盤とエピローグの2度しか登場せず、事件そのものにもほとんど絡まなかった。

### ゲスト
第1作（2010年）
- 永田哲郎（美佐代の夫） - つまみ枝豆
- 永田美佐代（夫婦でプロパンガス会社を経営） - 山下容莉枝
- 佐久間拓也（印章店主） - 石井正則
- 小池めぐみ（優子の娘） - 高畠華澄
- 田口歩美（剛司の娘） - 幸田恵里
- 高杉陽一（運送会社のアルバイト） - 藤井貴規
- 野村健一 - 竹内勇人
- 田口剛司（家具メーカー社長・自宅の玄関前で殺害される） - 荒谷清水
- 竹田幸造（将棋の駒作りの職人） - 小野武彦
- 不良高校生 - 矢部智之
- 小池健太郎（洋菓子店社長・15年前に殺害された・骨董品の収集が趣味） - 鶴田忍
- 小池優子（健太郎の妻） - 沢田亜矢子

第2作（2011年）
- 末次茜（銀座の高級クラブのホステス・15年前殺害される） - 坂口真紀（幼少期：尾崎心泉）
- シモン直人（ホストクラブ店長・本名「水島大樹」・第1被害者） - 村田充
- 末次泰子（茜の母） - 服部妙子
- 小暮ちとせ - 山本陽子

人形作家。希少のビスク・ドール「シャルロット2」の元々の持ち主。
- 15年前の事件の不審車両の目撃者の一人 - アル北郷

事件当時は大学生。事件現場のそばのアパートに住んでいた。複数の証言の中で唯一違う犯行日時を言ったが、当時泥酔していたとのことで証拠に採用されなかった。
- ホスト（シモン直人殺害の目撃者） - 小林俊
- 「横浜人形の家」職員 - しいなえいひ
- 風船の業者 - 大富士
- 飯倉家の家政婦 - 高安智実
- 飯倉里沙子（茜の同級生） - 田中美奈子（幼少期：蒔田彩珠）
- 飯倉英司（里沙子の夫・大物代議士の秘書） - 神保悟志
- 沼田真由美（ホストクラブのオーナー） - 萩尾みどり

第3作（2012年）
- 須田さとみ（須田昭文の妻） - 芳本美代子
- 兵藤耕作（塩尻のワイナリーの職人） - 益岡徹
- 兵藤みどり（耕作の妻） - 金沢碧
- 兵藤瑠璃子（藤原瑠璃子） - 三津谷葉子（少女期：諸星すみれ）

藤原建吾の娘。父親が起こした事件のため学校にも居づらくなり、懇意にしていた兵藤の家に先にあずけられる。父親の死去後、兵藤夫妻の養女となり、ソムリエとして働いている。
- 樋口貴代（樋口常雄の妻） - 寺田千穂
- 今村孝男（藤原建吾が手放した後のワイナリーを買い取った職人） - 丹古母鬼馬二
- 藤原建吾 - 國本鍾建

須田昭文に騙されてワイナリーを買収されてしまった職人。その後、須田を殴って傷害事件を起こし、勝沼を追われて塩尻に流れ着き、兵藤のワイナリーで再出発する。しかし飲酒が祟り肝硬変で死去する。
- 室田（警視庁捜査一課 刑事） - 内田健介
- 杉野雄二（松本警察署生活安全課 刑事） - 由地慶伍
- 樋口常雄 - 陰山泰

大病院の院長。自宅で催していたお香の会で、突然乱入してきた須田さとみに刺殺される。
- 早田薫（樋口の大学時代の指導教授） - 山崎海童
- 根来珠江（須田のマンションの管理人） - 和泉ちぬ
- 今村佳江（今村の妻） - 永井利枝
- 川辺直子（ホテルの清掃人） - 鯉迫ちほ
- 吉野真知子 - 外園ゆう

大学生だった1981年当時、大学生だった樋口・須田と、登山のインカレサークル「アルプス1万尺の会」に所属していた。樋口・須田と穂高岳に登山中に遭難し、ひとり岩場で凍死していた。
- ニュースのアナウンサー - 平方恭子
- 須田昭文 - 宮川一朗太

12年前の殺人事件の被害者。不動産業者で、業績不振のワイナリーを買い取っていた。
- 川上澄男 - なべおさみ

秋川渓谷在住の老人。12年前の須田昭文殺人事件の目撃者。発見当時昭文の遺体から香水のような匂いが漂っていたが、警官が駆けつけたときには香りが消えていたため、証言は捜査本部に無視されてしまった。
- その他 - 小磯勝弥、福島彰吾、足木俊介

第4作（2012年）
- 末永仁美（書道アーティスト） - 清水美沙
- 佐光真一 - 橋爪淳

23年前の殺人事件当時の弁護側鑑定人。印刻業者。証拠となった毛筆書きの借用書の筆跡鑑定を行い、容疑者・尾高の書いたものと判定した。
- 坂井光葉 - 江藤潤

漆工芸作家。23年前の殺人事件の重要参考人。山崎に借金があった。
- 山本有紀（カメラマン・第1被害者） - 宮地真緒
- 井上絵里（あきる野高校教師・書道部顧問・有紀の親友・第2被害者） - 上野なつひ
- 尾高隆二 - 磯部勉

23年前の殺人事件の容疑者。物的証拠は揃っていたが、一貫して犯行を否認し続けながら拘置所で病死する。
- 斎藤善次郎 - 佐藤仁哉

23年前の殺人事件の捜査を担当した刑事。木下の刑事時代の先輩。
- 杉原和義 - 伊藤洋三郎

尾高美智子の父親の弟子。美濃市に戻ってきた美智子と華子を引き取る。華子にはおじさんと呼ばれ慕われていたが、ある日突然華子に家出されてしまった。
- 大橋義治 - 江藤漢斉

23年前の殺人事件の重要参考人。漆刷毛職人だったが、山崎の借金で一家離散し現在は看板職人に転じている。
- 広瀬（牛込消防署 消防員） - 芦川誠
- 尾高華子 - 秋月三佳

尾高の娘。父親が殺人犯になってしまったため不遇な幼少期を送る。高校卒業後再上京し六本木のディスコ・ズーの厨房で働いていた。しかし住んでいたアパートの全焼火事に巻き込まれ焼死する。
- 「本物の」末永仁美 - 日和佐美香

ディスコ・ズーの常連お立ち台ギャル。親も無く天涯孤独で、同じ境遇の尾高華子と親しく、住居も同じアパートの隣室同士で、互いの部屋で寝泊りする仲だった。
- 尾高美智子 - 川島美津子

尾高の妻。事件後娘の華子とともに実家の美濃市に戻るが、心労が祟り1年後に病死する。
- 丸山明恵 - 岡千絵

かつてのディスコ・ズーのお立ち台クイーン。現在は主婦になっている。
- 井上義男 - 加門良

絵里の父。23年前の殺人事件当時の国選弁護人。
- 中村聡子 - 松本じゅん

尾高華子のアパートの火事の当時を知っていた。
- 久保田啓太（有紀のアシスタント） - 藤間宇宙
- 山崎忠臣 - 木之内頼仁

23年前の殺人事件の被害者。北千住でサラ金業を経営していた。
- 山本博康 - 酒向芳

有紀の父。23年前の殺人事件当時の科捜研技官。証拠となった、毛筆書きの借用書の筆跡鑑定を行い、容疑者・尾高の書いたものと判定した。
- 丸山アヤ（明恵の娘） - 小泉彩
- 木下譲 - 大和田伸也（青年期：一條俊）

警視庁捜査1課長。23年前の新人刑事時代に、件の殺人事件の捜査を担当する。当時の捜査方針に疑問を持ち続け、片岡らに再捜査を依頼する。

第5作（2013年）
- 嶋村藍（旧姓「宮坂」） - 佐藤藍子

金沢市の老舗旅館「加賀菱」の元若女将。12年前に娘を誘拐された。娘は自力で逃げ出そうとしたが海に転落して命を落としてしまった。その後、「加賀菱」を追い出されるように離婚させられてしまい、亡き父の跡を継いで加賀友禅の作家になった。
- 倉田典子 - 遠野なぎこ

石川県出身・宮坂勇の元愛人。銀座のクラブ「Folding」のママ。第1被害者。
- 山田明代 - 春風ひとみ

元加賀菱の仲居頭。その後、加賀友禅伝統産業会館の従業員に転ずる。
- 竹下浩二 - 木之内頼仁

石川県警の刑事。勇蔵とはポンユーの仲。12年前の誘拐事件の担当だったが、自身の定年前に解決すべく勇蔵に手助けを依頼する。これにより片岡が動くこととなった。
- 宮坂澄乃 - 根岸季衣

宮坂勇の母・大女将。12年前の誘拐で、加賀菱のイメージダウンを恐れて、警察に通報せずに内密に孫の身代金の支払いを決行する。娘が亡くなった後は息子夫婦を離婚させ、藍を追い出してしまう。
- 柏木美絵 - 桑原裕子

美容院チェーンのオーナー。典子からの投資話に乗って大損を被っており、典子を恨んでいた。
- 西園寺（クラブ「Folding」のフロアマネージャー） - 橋本啓輝
- 藍の同級生 - 伊藤こうこ
- 横山恵子 - 中帆登美

病院長の夫が「Folding」の常連。典子が金目当てで夫を寝盗ろうとしていて、揉めていた。
- 宮坂茜 - 加々美瑠菜

藍と勇の娘。12年前に誘拐され、監禁場所を自ら脱出するも直後に海へ転落し死亡した。
- 田上圭一（病院の検査技師・典子の同棲相手） - 金子昇
- 宮坂勇 - 金山一彦

加賀菱の社長。青梅市のイベントへの参加中に第2被害者となる。
- 松島雪子 - 音無美紀子

浅草橋の呉服店の主人。美知恵の元教え子。

第6作（2014年）
- 北山浩一 - 梨本謙次郎

玲子の別れた夫。不動産会社の営業マン。家族を巻き込んで、自社モデルハウスの「モデル家庭」を演じ続けたことで家庭崩壊し、離婚となる。
- 山脇卓治（10年前に殺害された新聞店主） - 宮川一朗太
- 花房芳樹 - 川崎麻世

出版コーディネーター。ファッション業界と出版業界のコラボ企画で名を上げた有名コーディネーター。タレコミの手紙にて、10年前の事件の真犯人と名指しされる。
- 倉吉玲子（美奈子の母） - 北原佐和子
- 加納真理（美奈子の元所属事務所社長・第1被害者） - 原久美子
- 倉吉美奈子（人気モデル） - 高部あい（少女期：上水口姫香）
- 矢野貴博 - デビット伊東

加納真理の部屋からブランド物バックを盗み出す。
- 斉藤一正 - 芦川誠

警視庁刑事部長。10年前の事件の、発生当時の捜査の指揮を執っていた。
- 山脇和美（卓治の妻） - 小沢真珠
- 丸尾勇 - 泉谷しげる

元自転車店経営者。10年前当時、匿名のタレコミ電話によって殺人事件の容疑がかかる。罪をあっさりと認め懲役15年にて服役中。
- その他 - お宮の松、小川曜子、〆さばアタル、隆太郎

第7作（2015年）
- 藤井未紗（藤井真彦の娘・パティシエ） - 前田亜季（少女期：新井みゆり）

父の真彦が死の直前まで新作スイーツのレシピやデザインを書き記していたノートを見つけ、自殺とは思えないと悠介たちに訴える。
- 柏木達也（パティシエ） - 天宮良

藤井真彦の弟子だったが、パティシエとしてのやり方の違いから幾度となく衝突しており、袂を分かつ。亡き師のレシピを盗作しているという疑惑がある。
- 筧雅治（野々村尚美の秘書・旧名「岩原和寿」） - 一條俊

親から継いでいた洋菓子店の経営に苦闘していた10年と半年前、車の運転中に通行人2名をはね、両名とも死亡する。業務上過失致死罪で5年の判決を受け、出所後、名前を変える。
- 森田 - 丹古母鬼馬二

墨田の畳屋の主人。10年前の花火大会の日の晩、柏木を見かける。
- 野々村尚美（有名スイーツメーカー「アフェール」の社長） - 野村真美
- 馬場修一郎（有名スイーツメーカー「プラトロワ」の最高顧問） - 山田百貴
- 藤井佳代（藤井真彦の妻） - 鈴木美智子

ともに筧雅治の車にはねられ死亡する。
- 骨董屋店主 - 生田政信
- 藤井真彦（10年前の殺人事件の被害者・パティシエ） - 渋谷哲平

参加したパティシエコンテストで優勝したが、審査員を買収したとの噂が流れた直後、自らの不正を認める遺書を残し、花火大会の夜にビルの屋上から飛び降り自殺した。
- 金剛寺（「アフェール」常務） - ビートきよし
- 安西杏子（グルメライター） - 国生さゆり
- その他 - 松熊信義、西岡秀記、山元隆弘、やない由紀、松之井綾、西山祥広、木田晴香、鍋田直佳

第8作（2015年）
- 桜木春美（片岡悠介の高校時代の思い人。年はかなり離れている） - 三浦理恵子

娘と二人暮らし。二階堂隆二から言い寄られ自宅にまで押しかけられている。後に二階堂が殺されたことで殺人事件の容疑者になる。
- 神崎涼子（フードコーディネーター・第2被害者） - 黒田福美

外食チェーン店「神崎フーズ」社長。桜木敏彦の店の買収を仕掛け、店を引き継いだ二階堂をサポートしていた。
- 矢崎日名子（秩父の酒蔵・吾妻酒造の蔵人） - 遊井亮子
- 二階堂隆二（料理人・第1被害者） - 池田政典

神崎割烹「桔梗」店主。桜木敏彦の下で働いていて、敏彦の事件後、店を引き継いだ。桜木春美に言い寄っており、その帰り道、何者かに刺殺される。
- 桜木敏彦（桜木春美の夫・料理人） - 原田龍二

5年前、料理評論家・前島美雪を刺殺した容疑で追われる。その数日後、崖から海に飛び込み自殺した。
- 川田明弘（銀行員） - 山口祥行

5年前から融資先の吾妻酒造に出向し監査役をしている。吾妻が失踪した後は事実上、吾妻酒造のトップとなった。
- 前島美雪（料理評論家） - 瀬戸早妃

5年前、桜木敏彦の店を酷評し、借金地獄に追い込む。その後、何者かに刺殺される。
- 桜木春美のアパートの隣人 - 原扶貴子
- 吾妻早苗（吾妻酒造の先代の娘） - 橘美緒

先代の死去後酒蔵を引き継いでいたが、5年前、突然失踪する。
- 刑事 - 河津浩滉
- 男性 - 原勇弥、山本耕大
- 桜木里奈（敏彦と春美の娘） - 溝口咲來（1歳：岸山栞奈〈ノンクレジット〉）
- 花（レストランの女児） - 今野后梨
- その他 - 中川智明、荒井雄一郎、牧佳子、石垣充

第9作（2016年）
- 磯部小百合（さゆりウェディング社長） - 渡辺梓
- 二瓶勝成（居酒屋「おぼろ月夜」店長） - 大鶴義丹

居酒屋の常連だった椿山太と落合久瑠実を見かけている。
- 竹之内輝明（さゆりウェディング社員・第2被害者） - 河相我聞
- 秋野繭子（時流出版「週刊風潮」編集者） - 大河内奈々子

関川朋美の元同僚。
- 落合久瑠実（5年前の事件の被害者） - 佐藤詩子

同棲相手の椿山太に絞殺されたと語られている女。
- 村山里奈（落合久瑠実のかつての友人） - 愛原実花

5年前の、落合久瑠実の死亡現場を目撃する。
- 石塚敏明（おぼろ月夜 店員） - ラッシャー板前

椿山太と落合久瑠実を聞き込んでいた朋美を見かけている。
- 井出文雄（さゆりウェディング 専務・第1被害者） - ガンビーノ小林

宝ジュエリーの元社員。結婚相手の素性を誰にも伏せていた。
- 5年前の事件の担当刑事 - 無法松、許秀哲

「椿山が久瑠実を絞殺した後、椿山が自分の胸を刺して命を絶った」と判断した。
- 星野一徹（浜名湖ロイヤルホテル・板長） - 香川耕二

- 関川朋美（自称ジャーナリスト） - 星野真里

5年前の同棲カップル無理心中事件の裏を探っており、素性を偽って片岡に近づく。
- 椿山太（5年前の事件の被疑者） - 福島彰吾

同棲相手の落合久瑠実を絞殺後、自殺したと語られている男。
- 原口和也（朋美の元恋人） - 渡辺吾郎

ハネムーンブライダルの元社員。7年前、女性暴行事件に巻き込まれ、冤罪の主張が認められず、人生崩壊・失意のうちに事故死する。
- 警察官 - 柳澤龍太郎、石井紀行
- その他 - 荒川浩平、平林舞子、荒井雄一郎

第10作（2017年）
- 北林麻弥子（北昭病院 院長・心臓外科医・昭一郎の妻） - いしのようこ
- 常盤秀美（デザイン会社「マームトキワ」デザイナー・元クラブホステス） - 宮地真緒
- 北林昭一郎（北昭病院 前院長・10年前死亡） - 川野太郎
- 北林美鈴（北昭病院 理事長・昭一郎の母） - 左時枝
- 飯塚泰敏（週刊ワンダー 編集長） - 春田純一
- 桐山竜二（北林昭一郎の遺体の第一発見者・フリーター） - 石橋保
- 田沼典孝（週刊ワンダー 専属ライター） - 柳憂怜
- 川越明日香（北昭病院 看護師） - 清水由紀
- 重村茉莉奈（秀美の部下） - 尾藤亜衣
- 佐竹玖瑠美（10年前の麻弥子の患者） - 大西菜友（小学生：横溝菜帆）
- 牧村理沙（桐山の恋人） - 井上あかね
- 中井清乃（旅館「たぬき御殿」仲居） - 高橋洋子
- 鑑識主任 - 尾﨑祐司
- 黒崎（北昭病院 医師） - 草野速仁
- 10年前の警察官 - 高杉心悟

第11作（2018年）
- 沢木飛鳥（ダンス教室「オデット」のインストラクター） - 武田梨奈（10歳：長谷川あおば）
- 紺野和美（飛鳥の親友・飛鳥のバレエ時代のライバル・ガールズバー「Volare（ボラーレ）」店員） - 荒井萌（10歳：権藤あやね）
- 沢木佳乃（飛鳥の母・元バレリーナ・保険会社営業） - 有森也実
- 紺野貞子（和美の母・12年前の殺人被害者） - 鈴木美智子
- 植原実（ガールズバー「ボラーレ」店員・和美の恋人） - 河野竜平
- 島谷忠彦（元バレエダンサー） - 齊藤あきら
- ガールズバー「ボラーレ」店長 - 清水一哉
- 警察官 - 高杉心悟

## スタッフ
- 脚本 - 岩下悠子（1）、佐伯俊道（2 - 6）、深沢正樹（7 - ）
- 監督 - 松原信吾（1）、長尾啓司（2 - 6）、伊藤寿浩（7 - ）
- 撮影 - 羽方義昌、高田陽幸、木村祐一郎
- 照明 - 森谷清彦、泉田聖、蒔苗友一郎、太田哲
- 美術 - 河合良昭、伊藤悟
- VE - 三坂裕之、堀口昌幸、谷川克己、山下光敏、山本直紀、小森広美
- 録音 - 井家真紀夫、甲斐匡
- 編集 - 河原弘志、小野寺拓也、岩瀬智弥
- 音響効果 - サウンドシップ（1）、東洋音響（5）
- 技斗 - 二家本辰巳、新上博巳
- 衣装 - 東宝コスチューム
- 技術協力 - 映広、アップサイド、エヌ・エス・ティー、サウンドライズ
- 美術協力 - アイ・アール（1、2）、東宝映像美術（3 - ）、京映アーツ（8）、ケイプランニング（9）
- 撮影協力
  - 第1作 - 全国農業協同組合中央会、本多興産、天童市、山形県将棋駒協同組合、栄春堂、矯正協会
  - 第2作 - 八王子フィルムコミッション、横浜フィルムコミッション、はこだてフィルムコミッション、日の出町、横浜人形の家 ほか
  - 第3作 - 松本観光コンベンション協会、塩尻・木曽フィルムコミッション、山梨フィルムコミッション、日の出町、松本歯科大学 ほか
  - 第4作 - 埼玉県立川口高等学校書道部、岐阜県フィルムコミッション、台東区フィルムコミッション、美濃市産業振興部、本美濃紙保存会 ほか
  - 第5作 - 毎田染画工芸、加賀友禅伝統産業会館、志賀町ロケ支援委員会、志賀町役場商工観光課 ほか
  - 第6作 - 葛西臨海公園、ダイヤと花の大観覧車
  - 第7作 - 川崎マリエン、小梅一丁目町会
  - 第8作 - 川崎マリエン、株式会社タイセー秩父菊水酒造所、秩父おもてなし観光公社、秩父鉄道、秩父ミューズパーク　ほか
  - 第8作 - 川崎マリエン、浜松フィルムコミッション　ほか
- プロデューサー - 島川博篤（テレビ朝日、1 - 5）、関拓也[39]（テレビ朝日、6 - ）、小坂一雄（レオナ企画）
- 制作 - テレビ朝日、レオナ企画

## エピソードリスト
| 話数 | エピソードタイトル                                                                                      | 初回放送日    | 脚本     | 監督     | 視聴率 |
| --- | --- | ------------- | -------- | -------- | ------ |
| 1 | 時効まであと10日！東京〜山形天童、2つの迷宮入り事件 渡せなかった15年前の殺人免許証                      | 2010年3月13日 | 岩下悠子 | 松原信吾 | 12.5%  |
| 片岡は、西青梅署の新任署長の手塚に呼ばれて、時効まで10日前の未解決殺人事件の捜査を行うこととなった。被害者の遺留品の将棋の駒から手掛かりをつかみ、容疑者を特定するが、その容疑者は真犯人を庇っていたようだった。 | |               |          |          |        |
| 2 | 函館〜横浜 同窓会不倫殺人!! ホスト殺しと迷宮入り事件を結ぶネイルの傷とバターの謎!!                      | 2011年6月25日 | 佐伯俊道 | 長尾啓司 | 15.3%  |
| 西青梅署捜査課の新人刑事・奥村澪は、刑事だった父親が15年前に亡くなる最期の時まで捜査していた殺人事件の再捜査の志望が叶うこととなった。コンビを組むのは再捜査の鬼・片岡だった。15年前の被害者の遺品にはビスク・ドールの絵があった。一方、ホスト殺人事件の捜査も始まり、遺留品からビスク・ドールの存在が確認される。2つの事件が、ビスク・ドールを通じて結びついた。 | |               |          |          |        |
| 3 | ワイナリー連続殺人 赤い死体は甘く香る!! ウソつき老人の証言と踏みつけられたブドウの謎!!                  | 2012年3月24日 | 佐伯俊道 | 長尾啓司 | 14.7%  |
| 大病院の院長が自宅で、突然乱入してきた喪服姿の女に刺殺される事件が発生。榎本ら捜査1課が捜査を開始したところ、犯人が、12年前に夫を秋川渓谷で何者かに殺害されていたことが判明。片岡・澪・浅野の再捜査チームが動きだし、夫の遺体に付着していた紫色のシミがワイン用の葡萄のものであることが判明。山梨・長野のワイナリーを巡り、12年前の殺人事件の発端が明らかになる。 | |               |          |          |        |
| 4 | 死者が書き続ける!? 岐阜〜美濃和紙の秘密 23年前の毛筆に隠された美女連続殺人の謎!!                        | 2012年9月29日 | 佐伯俊道 | 長尾啓司 | 12.2%  |
| 片岡ら特命捜査対策室は、捜査1課長の木下からの依頼で、23年前に結審したサラ金業者殺人事件の再捜査をしていた。有罪の決め手となった、毛筆書きの借用書の筆跡から、過去の事件が冤罪だと確信する。そして榎本ら捜査1課が動いていた連続殺人事件の捜査から、23年前の事件の謎が明らかとなる。一方で23年前の事件の関係者の娘たちが立て続けに殺されるという事件が起こる。すべての悲劇は23年前に始まっていた。 | |               |          |          |        |
| 5 | 東京〜金沢・未解決誘拐殺人ルート！加賀老舗旅館、嫁姑争い!! 12年前の黒百合に隠された密室トリック!!       | 2013年7月6日  | 佐伯俊道 | 長尾啓司 | 12.0%  |
| 片岡と澪は、勇蔵からの頼みで、石川県での未解決の誘拐事件に着手した。そこには嫁姑の争いが絡んでいた。一方、銀座でクラブのママが殺害された。ダイイング・メッセージの謎は谷崎潤一郎の作品『陰翳礼讃』にあった。過去の誘拐事件と現代で起きた殺人事件。二つの事件が結びついた時、対立していた片岡と榎本は手を組んで犯人逮捕に奔走する。 | |               |          |          |        |
| 6 | 狙われた美女モデル 死を呼ぶ密会デート！ 乗るのに10年かかる観覧車の謎                                    | 2014年4月26日 | 佐伯俊道 | 長尾啓司 | 11.2%  |
| 片岡は、10年前に発生し解決していた新聞店主殺人事件の再捜査を依頼された。当該事件の真犯人のタレコミの匿名の手紙が届いたのがきっかけだった。「一応の」再捜査でいいと釘を刺されていたが、再捜査の鬼・片岡によって、事件の裏に隠されていた親子愛があぶりだされる。 | |               |          |          |        |
| 7 | 打ち上げ花火と同時に転落死!? 10年前のパティシエ殺人を真犯人のDNA入りケーキが解く!!                      | 2015年1月31日 | 深沢正樹 | 伊藤寿浩 | 12.9%  |
| 10年前、ひとりのパティシエが、コンテスト優勝での審査員買収の汚名を被ったまま飛び降り自死した。そして現在、父の死の真相に疑問を持った娘が片岡に再捜査の依頼を持ちかけた。 | |               |          |          |        |
| 8 | 未解決事件の死者が復讐殺人!? 美女の口元に現れた5年分の嘘 静電気で見える暗号文と絶対に指紋が残るペンの謎 | 2015年8月8日  | 深沢正樹 | 伊藤寿浩 | 9.1%   |
| ある殺人事件が起き、凶器の包丁から、5年前の事件で死亡した被疑者の指紋が見つかった。高校時代の思い人との再会に胸をときめかせながら5年前の事件の再捜査に動く片岡。秩父の酒蔵と外食チェーンの料亭買収が結びつき事件の謎が動きだす最中、5年前の事件で死亡した被疑者の生存が明らかになる。 | |               |          |          |        |
| 9 | 死を呼ぶプロポーズ 結婚詐欺連続殺人！ 絶対マフラーを外さない女の謎をX線と野沢菜が解く!!                 | 2016年4月30日 | 深沢正樹 | 伊藤寿浩 | 11.4%  |
| 片岡は、5年前の無理心中事件の裏を追っていた女性と知り合い、一目惚れの情で事件の再捜査に動く。ところが、捜査一課が動いていた殺人事件の捜査線上に件の女性が浮かび上がる。女性の行動の裏を知り、片岡は真相究明に動く。そして、7年前のある女性事件の裏と、全ての発端が明らかになる。 | |               |          |          |        |
| 10 | 死を呼ぶお忍び旅行!? 妻と愛人を同伴する男                                                               | 2017年7月2日  | 深沢正樹 | 伊藤寿浩 | -      |
| 片岡は、母の紹介を得た美人看護師・川越明日香から相談を受ける。院長である北林麻弥子の濡れ衣を晴らしてほしいという。麻弥子は10年前に亡くなった夫の後を継いで院長となったが、先日、理事長（亡き夫の母）のもとに「息子を殺したのは麻弥子だ」という手紙が送られてきた。実は10年前、麻弥子は夫の浮気現場に踏み込み、浮気相手と口論を起こしていた。修羅場から逃げ出した夫はその日、山中で崖から落ちて死亡。目撃証言もあり、警察は事件性はなしと判断した。麻弥子も夫が死んだ時刻には警察署で事情聴取を受けていたので、自分が殺人犯であるはずがないと片岡に主張。しかし、彼女の態度から何かを感じ取った片岡は再捜査に踏み切る。                                                                                   | |               |          |          |        |
| 11 | 最新科学が暴いた美人バレリーナの裏の顔… 衝撃ラスト!!                                                    | 2018年5月27日 | 深沢正樹 | 伊藤寿浩 |        |
| 片岡は、浅野からダンス教室の美人インストラクター・沢木飛鳥の存在を聞き、早速、体験参加する。飛鳥は、片岡が刑事だと知ると「12年前の殺人犯を見たかもしれない」と相談してきた。当時バレエ教室に通っていた飛鳥は、何者かに階段から突き落とされてしまっていた。薄れ行く意識の中、彼女は自分に駆け寄る「男」の姿を見ていたという。さらにその三日後、今度は飛鳥の親友の母が同じ場所で階段から落ちて死亡してしまった。片岡たちが再捜査を行ったところ、事件の背景には飛鳥とその親友が通っていたバレエ教室が絡んでいることが判明する。一方、一二三は実家が営む漁師を継いでくれるような男はいないのかと母から相談を受けていた。片岡がよく考えもせず継ぐ旨を話したので、早速一二三は母親と引き合わせる準備を進める。 | |               |          |          |        |

- 視聴率はビデオリサーチ調べ、関東地区・世帯・リアルタイム。